# 第一次的亲密接触 (越剧)
第一次的亲密接触，越剧现代戏剧目，由台湾蔡智恒的网络小说《第一次的亲密接触》改編。该剧由杭州市余杭小百花越剧团与上海越剧院联合制作，编剧为吕建华，导演为徐俊，主演赵志刚、陈湜，唱腔设计陈钧，作曲刘建宽、罗晓峰。

## 剧情
成功大学研究生痞子蔡渴望一份爱情，偶然一次机会，他在BBS上的一份留言引起了女孩轻舞飞扬的注意...

## 演出
2002年10月17日，该剧在杭州首演，原作作者蔡智恒也到现场观看了演出。赵志刚饰演痞子蔡，陈湜饰演轻舞飞扬，娄宇健饰演阿泰，金彩芳饰演小雯，王晓玲饰演轻舞飞扬母亲。